# روبرتو ديفيد أريتا
روبرتو ديفيد أريتا (بالإسبانية: Roberto David Arrieta)‏ مواليد 20 ديسمبر 1975 في لا بامبا، الأرجنتين، هو ملاكم محترف أرجنتيني يصنف ضمن فئة وزن الوسط.

## إحصائيات
خاض خلال مسيرته 61 نزالا، فاز في 40 وتعادل في 4 وخسر في 17. فاز بالضربة القاضية في 20 نزالا.

## روابط خارجية
- روبرتو ديفيد أريتا على موقع بوكس ريك (الإنجليزية) (registration required)